# 乔尔乔·比安德拉塔
乔尔乔·比安德拉塔（英語：Giorgio Biandrata，1515年—1588年），文艺复兴时期欧洲专攻妇科病的医生，曾担任波兰孀居王后的医生，后来在特兰西瓦尼亚宫廷为王室妇女服务。他还因为坚持信仰而闻名。

## 扩展阅读
- Malacarne, Commentario delle Opere e delle Vicende di G. Biandrata (Padova, 1814);
- Robert Wallace, Anti-trinitarian Biography, vol. ii (1850).
- 本条目包含来自公有领域出版物的文本: Chisholm, Hugh (编).  (第11版). London: Cambridge University Press. 1911.